# 杜利
杜利（法語：Dully）是瑞士联邦西部法语区的沃州下设的一个镇。在行政上属于尼永区管辖。杜利的总面积为1.66平方公里。截至2010年底，总人口为554。

## 地理
杜利东南临莱芒湖。